# Segundo Informe de Enrique Peña Nieto
El Segundo Informe de Gobierno 2013 - 2014 es el documento con el que el presidente de México, Enrique Peña Nieto dio cumplimiento al artículo 69 de la Constitución Política de los Estados Unidos Mexicanos en 2013, en él se presenta el balance del estado general que guarda la Administración Pública Federal y el informe sobre las decisiones y medidas tomadas entre el 1 de septiembre de 2013 y el 31 de agosto de 2014.

## Entrega y mensaje
El 1 de septiembre de 2014, el presidente Enrique Peña Nieto, a través del Secretario de Gobernación, Miguel Ángel Osorio Chong, envió su Segundo Informe de Gobierno al Congreso de la Unión. El Secretario Osorio acudió al salón de protocolo del Palacio Legislativo de San Lázaro en donde entregó al presidente de la Cámara de Diputados, Silvano Aureoles Conejo, y al presidente del Senado, Miguel Barbosa Huerta el informe por escrito para su análisis y discusión, también se anunció que el Presidente Peña utilizaría una las dos iniciativas preferentes a las que constitucionalmente tiene derecho y sería para la Ley General para la Protección de Niñas, Niños y Adolescentes.
Al día siguiente, 2 de septiembre, a las doce de mediodía, Enrique Peña emitió, desde el patio central del Palacio Nacional, un mensaje a la nación con motivo de su segundo informe. En el evento estuvieron presentes los representantes de los tres poderes de la unión.

## Contenido
El documento inicia con una presentación firmada por Enrique Peña Nieto, posteriormente un apartado con las estrategias y líneas de acción transversales, después el informe dividido en las cinco metas nacionales de su administración pública federal y por último un apartado con siglas y abreviaturas. Adicionalmente, contiene un anexo estadístico y un resumen ejecutivo.

### México en paz
- Se promulgó la reforma de transparencia que articula un sistema nacional de acceso a la información pública y protección de datos personales para facilitar la evaluación del desempeño de las instituciones públicas y fomentar la rendición de cuentas, incluyendo a partidos políticos, sindicatos, fideicomisos y cualquier otra persona o entidad que reciba recursos públicos.
- Se promulgó la reforma político-electoral que promueve una mayor colaboración entre los Poderes Legislativo y Ejecutivo; además brinda mayor certidumbre, equidad y transparencia a los procesos electorales en todos los órdenes de gobierno, fomenta la participación ciudadana y amplía los derechos políticos de los ciudadanos.
- Se invirtieron casi 131 mil millones de pesos en acciones de prevención del delito, combate a las adicciones, rescate de espacios públicos y promoción de proyectos productivo.
- Por primera vez, se estableció un Programa Nacional para la Prevención Social de la Violencia y la Delincuencia que opera en 73 municipios prioritarios, donde se concentra 59% de la incidencia delictiva del fuero común.
- Se amplió el Programa Escuela Segura a 60 mil 065 escuelas públicas de educación básica.
- Se ha logrado que 84 de los 122 objetivos prioritarios de la delincuencia organizada ya no representen una amenaza a la sociedad.
- Se replanteó la estrategia de colaboración con las áreas de seguridad de otros países para hacer más eficientes los canales de colaboración. La PGR suscribió diversos acuerdos para intercambiar registros balísticos y acceder a la base de datos de información genética.
- Se firmaron 12 instrumentos bilaterales con ocho países en materia de procuración de justicia, intercambio de información y combate al crimen organizado.
- Se cuenta con 38 centros de evaluación y control de confianza en los que se ha evaluado al 99.7% de la plantilla activa de la Comisión Nacional de Seguridad, la Procuraduría General de la República y el Instituto Nacional de Migración.
- Se puso en marcha el Centro Nacional de Formación de Mandos en Amozoc, Puebla. La primera generación conformada por 850 elementos ya se graduó.
- Se creó y puso en marcha la Gendarmería Nacional para proteger a los mexicanos en zonas con alto índice delictivo, actuar en caso de amenaza a los ciclos productivos y hacer frente a la delincuencia organizada.
- Se creó la Agencia de Investigación Criminal como área responsable de definir nuevas estrategias para reducir la violencia y combatir el delito.
- Se modernizó y equipó el Laboratorio Central de Servicios Periciales y se desplegaron 95 Laboratorios Móviles en especialidades forenses.
- Se determinó transformar la Procuraduría General de la República en la Fiscalía General de la República con autonomía constitucional.
- Se impulsó el Mando Único Policial. El 73% de los mexicanos habita en municipios con convenios de colaboración de Mando Único.
- Se puso en marcha el plan “Por Michoacán, Juntos lo Vamos a Lograr” y se estableció la Comisión para la Seguridad y el Desarrollo Integral de Michoacán.
- Se instrumentó la segunda fase de la Estrategia de Seguridad para Tamaulipas para desarticular a las organizaciones delictivas y sellar las rutas de tráfico ilícito; se dividió el territorio estatal en cuatro regiones y se crearon dentro de la PGR creó cuatro fiscalías correspondiente a dichas regiones.
- Se diseñó un plan estratégico de respaldo y apoyo al Estado de México en materia de seguridad. Inició operaciones una base militar en Nanchititla, municipio de Luvianos.
- Se promulgó el Código Nacional de Procedimientos Penales.
- Se puso en funcionamiento un Centro Federal de Readaptación Social en Durango y están en construcción nueve más. Se ha incrementado su capacidad instalada en 22.9%.
- Se han reducido en 27.8% los homicidios dolosos. La tasa de homicidios por cada 100 mil habitantes se redujo de 22 a 19.
- Se puso en marcha la Estrategia Nacional Antisecuestro que ha disminuido en un 6.8% este delito.
- Se redujo en 20% la extorsión; los robos a vehículos particulares en carreteras un 53%; los robos a transeúntes, 20%, y a casa habitación, 13%.
- Se desarrollaron el Programa Nacional de Derechos Humanos 2014- 2018 y el Programa Nacional para Prevenir, Sancionar y Erradicar los Delitos en Materia de Trata de Personas y para la Protección y Asistencia a las Víctimas de estos Delitos 2014-2018, el Programa Integral para Prevenir, Atender, Sancionar y Erradicar la Violencia contra las Mujeres 2014-2018, y el Programa Nacional para la Igualdad y No Discriminación 2014-2018.
- La Procuraduría Social de Atención a las Víctimas del Delito se transformó en la Comisión Ejecutiva de Atención a las Víctimas de Delitos y se instaló el Sistema Nacional de Atención a Víctimas.
- Se pusieron en marcha los programas Frontera Sur y Somos Mexicanos, y se creó la Estrategia Integral de Atención a la Frontera Sur.
- Se sentaron las bases para la creación del Centro Nacional de Emergencias y la consolidación del Sistema Nacional de Alertas.
- Se puso en marcha el Plan Nuevo Guerrero donde destacan la reconstrucción de la comunidad Nueva Pintada en Atoyac de Álvarez, el acueducto Lomas de Chapultepec que elimina el déficit de agua potable para Acapulco, así como los puentes vehiculares Coyuca y Miguel Alemán, en Coyuca de Benítez y Coyuca de Catalán.

### México incluyente
- Se aumentó de 405 a mil 012 la cobertura de municipios atendidos por la Cruzada Nacional contra el Hambre y se han instalado 60 mil 926 Comités Comunitarios.
- Se pusieron en operación de 4 mil 522 comedores comunitarios.
- DICONSA abrió mil 945 nuevas tiendas y puso en operación 136 unidades móviles. También inició el establecimiento de una Red Nacional de Almacenes Graneleros.
- Se modificaron las reglas de operación de 29 programas sociales federales para vincularlos con Oportunidades.
- Se puso en marcha el Programa Nacional para la Igualdad de Oportunidades y No Discriminación contra las Mujeres.
- Se creó la Red de Atención a las Mujeres que brinda servicios de apoyo psicológico, de prevención de la violencia y de empoderamiento económico.
- Se han instalado 98 Centros para el Desarrollo de las Mujeres y Casas de la Mujer Indígena y 6 Centros de Justicia para las Mujeres.
- Están en construcción dos Ciudades de las Mujeres, una en Tlapa de Comonfort, Guerrero, y otra en Múgica, Michoacán.
- Se creó el Programa Seguro de Vida para Jefas de Familia para permitirles a sus hijos continuar sus estudios hasta la universidad, en caso de que ellas fallezcan.
- El Fondo de Microfinanciamiento a Mujeres Rurales ha apoyado a 208 mil 836 mexicanas en más de mil municipios rurales, con créditos por 454 millones 600 mil pesos.
- Con la reforma político-electoral se estableció, de manera obligatoria, la paridad de género en la postulación de candidaturas para el Congreso de la Unión y los congresos locales.
- El programa Oportunidades atiende a un millón 500 mil familias indígenas en casi 25 mil localidades. Además, Liconsa tiene presencia en 2 mil 815 de ellas. También 76 mil 194 niños y jóvenes indígenas reciben hospedaje y alimentación en albergues y comedores, o tienen becas de educación superior.
- Se han invertido 9 mil 374 millones 400 mil pesos para construir y mejorar la infraestructura de agua, electricidad, vivienda y caminos en pueblos indígenas.
- Se puso en marcha el Programa para el Mejoramiento de la Producción y Productividad Indígena que facilita el acceso al crédito para proyectos productivos sustentables, así como para capacitación y comercialización de sus productos.
- Se integró el Programa Nacional de la Juventud 2014-2018.
- Se cuenta con 315 Espacios Poder Joven donde los jóvenes tienen acceso gratuito a las nuevas tecnologías de la información y la comunicación, reciben orientación sobre temas de actualidad, y pueden participar en actividades educativas, formativas y recreativas.
- Se creó el Programa Nacional para el Desarrollo y la Inclusión de las Personas con Discapacidad 2014-2018.
- Se puso en marcha el Programa Nacional de Trabajo y Empleo para las Personas con Discapacidad.
- Debido a la reforma en telecomunicaciones, las empresas del sector deberán contar con equipos diseñados para personas con discapacidad motriz, visual o auditiva; y al menos uno de los noticiarios con mayor audiencia tendrá que incluir subtítulos y lengua de señas mexicana.
- Se reformó la Ley Federal para Prevenir y Eliminar la Discriminación para ampliar el catálogo de actos que constituyen discriminación y las medidas administrativas y de reparación, además de fortalecer las atribuciones del Consejo Nacional para Prevenir la Discriminación.
- Se creó la Estrategia Nacional para la Prevención y el Control del Sobrepeso, la Obesidad y la Diabetes.
- Se lleva a cabo la campaña de comunicación Chécate, Mídete, Muévete.
- Se modificaron los reglamentos de la Ley General de Salud para que los productos alimenticios cuenten con un etiquetado obligatorio que especifique su contenido calórico.
- Se prohibió publicitar durante horarios infantiles en radio, televisión y salas de cine, productos de alto contenido calórico.
- Con apego a la reforma educativa, se expidieron los lineamientos generales para el expendio y distribución de alimentos y bebidas preparados y procesados en las escuelas del sistema educativo nacional.
- Se han realizado 17 millones 200 mil detecciones de diabetes en las unidades médicas del sistema nacional de salud.
- Se puso en marcha el Centro de Atención Integral del Paciente con Diabetes e inició la operación de las Redes de Atención a la Diabetes.
- Se realizaron un millón 800 mil mastografías y 4 millones 600 mil citologías.
- Se aplicó la vacuna contra el virus del papiloma humano a más de 90% de las niñas de 11 años de edad.
- El Sistema de Protección Social en Salud incorporó a 6 millones 500 mil nuevos mexicanos.
- Se realizó una compra centralizada y consolidada de insumos médicos por 43 mil millones de pesos, generando ahorros por 3 mil 700 millones de pesos.
- Se han construido o modernizado 394 unidades hospitalarias y 2 mil 368 centros de salud, entre ellos la nueva Torre de Hospitalización del Instituto Nacional de Cancerología y la del Hospital Nacional Homeopático y el Instituto de Diagnóstico y Referencia Epidemiológicos.
- Se pusieron en operación 221 nuevas unidades médicas móviles.
- El Programa Pensión para Adultos Mayores ha crecido 87%, al incorporar a 2 millones 700 mil personas y alcanzar una cobertura total de 5 millones 700 mil mexicanos mayores de 65 años.
- Se presentó la iniciativa para crear una Pensión Universal, en beneficio de todos los adultos mayores de 65 años que no cuenten con pensión en alguna institución de seguridad social.
- Se han otorgado 858 mil 744 financiamientos para adquisición de vivienda nueva, 254 mil 480 créditos para adquisición de vivienda usada, y 914 mil 328 apoyos para mejora de la vivienda.
- Se puso en marcha el Programa de Vivienda Digna para Jefas de Familia, con el cual, 10 mil de ellas han podido comprar un lote y autoconstruir su vivienda.
- El Instituto del Fondo Nacional de la Vivienda para los Trabajadores ofrece nuevos esquemas para la adquisición, mejora o renta de vivienda, con programas como Hogar para tu Familia, Mejoravit y Arrendavit.
- Se presentó el nuevo FOVISSSTE en pesos, un crédito que ofrece una tasa competitiva, pagos mensuales fijos y una amplia gama de seguros.
- A través del Fondo Nacional de Habitaciones Populares se construyeron 30 mil 403 viviendas completas y se realizaron más de 105 mil acciones de mejoramiento y ampliación de vivienda.
- La Sociedad Hipotecaria Federal triplicó el monto de sus créditos directos, en comparación con el mismo periodo anterior.

### México con educación de calidad
- Por primera vez se realizaron concursos nacionales de oposición para el ingreso a la educación básica y media superior, a fin de ocupar 14 mil 830 plazas en el ciclo 2014-2015.
- Se realizó, por primera vez, el Censo de Escuelas, Maestros y Alumnos de Educación Básica y Especial, con el respaldo del Instituto Nacional de Estadística y Geografía.
- Se creó el Programa de Refinanciamiento de Créditos de Nómina para Trabajadores de la Educación, afiliados al Sindicato Nacional de Trabajadores de la Educación.
- Se puso en marcha el Programa de la Reforma Educativa con una inversión de 7 mil 567 millones 200 mil pesos en 2014.
- En 2013 se rehabilitaron 2 mil 675 planteles con una inversión de 2 mil 564 millones de pesos. En 2014, se invierten 3 mil millones de pesos adicionales para remodelar otras 4 mil 429 escuelas.
- En el ciclo escolar 2013-2014, se apoyó con útiles a 6 millones de alumnos. Para el ciclo escolar 2014-2015, se benefician cerca de 7 millones 200 mil estudiantes.
- Se aumentó en 128.8% el número de Escuelas de Tiempo Completo, de 6 mil 708 a 15 mil 349. En el ciclo escolar 2014-2015 hay 7 mil 833 Escuelas de Tiempo Completo adicionales.
- Se puso en marcha el Programa de Inclusión y Alfabetización Digital. Durante el ciclo escolar 2013-2014 se entregaron 240 mil equipos de cómputo portátiles a alumnos de quinto y sexto grados de primaria en escuelas públicas de Colima, Sonora y Tabasco. En el ciclo escolar 2014-2015 se extiende al Distrito Federal, Estado de México y Puebla. En los seis estados se entregan 709 mil 824 tabletas electrónicas a alumnos de 5° grado de primaria y personal educativo.
- Se invirtieron más de mil 900 millones de pesos en obras de infraestructura y equipamiento de 598 planteles.
- Se creó el Modelo de Emprendedores de la Educación Media Superior con el apoyo de organizaciones de la sociedad civil, enfocado a la formación de competencias y generación de proyectos productivos.
- En el ciclo escolar 2014-2015 se amplía la operación del Modelo Mexicano de Formación Dual.
- Para fortalecer la infraestructura educativa y modernizar su equipamiento de talleres y laboratorios, en el último año año se otorgaron 2 mil 754 millones de pesos a 130 universidades públicas estatales e interculturales, así como tecnológicas y politécnicas.
- Se apoyó con una beca a más de 7 millones 600 mil alumnos.
- Se ha alfabetizado a 131 mil 959 jóvenes y adultos; otros 304 mil 801 terminaron la primaria y 725 mil 498 concluyeron la secundaria.
- Se puso en marcha la Campaña Nacional de Alfabetización y Abatimiento del Rezago Educativo
- Se diseñó la Política Educativa Nacional Libre de Violencia que incluye la consolidación de la formación cívica y ética en primarias y secundarias, la creación del Programa Nacional para la Convivencia Escolar y la publicación de una nueva generación de libros de texto para quinto y sexto grados de primaria.
- El gasto anual en investigación científica y desarrollo experimental asciende a 91 mil 955 millones de pesos, 26.2% mayor en términos reales respecto a 2012.
- El presupuesto federal en ciencia, tecnología e innovación es de 81 mil 862 millones de pesos, 28.6% superior al de 2012.
- Para actualizar la infraestructura científica y tecnológica, se están invirtiendo 2 mil 288 millones 700 mil pesos, 100% más en términos reales respecto al año anterior. Destaca la construcción del nuevo Laboratorio de Asistencia Técnica de Pemex Petroquímica en el Instituto Mexicano del Petróleo.
- Se emitieron convocatorias para crear cuatro nuevos centros de investigación: la Casa Matemática en Oaxaca, el Centro de Investigación en Matemáticas en Yucatán, el Centro de Innovación y Desarrollo Tecnológico en Campeche, y el Centro de Innovación y Competitividad en Energías Renovables y Medio Ambiente en Durango.
- Se están apoyando a 71 mil 506 becarios en programas de posgrado nacionales y en el extranjero, 19% más que en 2012.
- El Sistema Nacional de Investigadores cuenta con un presupuesto 23.7% superior en términos reales al de 2012, siendo beneficiados 21 mil 358 científicos y tecnólogos.
- Se realizaron 552 mil 259 actividades artísticas y culturales.
- Se difundió la diversidad artística y cultural de México y el mundo con la presentación de 31 exposiciones internacionales, 23 en el extranjero y ocho en territorio nacional.
- México participó en nueve ferias internacionales del libro, de las cuales el país fue invitado en tres.
- Se participó en 330 eventos culturales y artísticos internacionales. En los festivales de cine, las películas apoyadas por el Gobierno Federal obtuvieron 104 premios y reconocimientos.
- Se amplió la cobertura del Programa “Ponte al 100”, que promueve la activación física y hábitos de alimentación saludables entre la población. Actualmente, esta iniciativa cuenta con 2 mil 828 centros de medición. En ellos se han aplicado más de 900 mil evaluaciones de capacidad funcional.
- Se rescataron y construyeron 990 parques y sitios deportivos, incluyendo 516 parques nuevos.
- En infraestructura deportiva, se concluyeron 98 obras y otras 686 se encuentran en ejecución. Entre éstas destacan el centro deportivo El Salvador en Atenco, Estado de México; la construcción y rehabilitación de la Unidad Deportiva en Chiautla, Estado de México; y la construcción del Centro Acuático Municipal El Norte en Puebla, Puebla.
- Los atletas mexicanos que participaron en eventos internacionales obtuvieron 2 mil 202 medallas, de las cuales 825 fueron de oro.
- Las federaciones nacionales llevaron a México más justas internacionales que en los últimos 6 años. Se apoya la realización de los Juegos Centroamericanos y del Caribe en Veracruz; y se logró que la Fórmula 1 regrese en 2015 a México, después de 23 años de ausencia.

### México próspero
- Se instrumentó el Programa de Aceleración del Crecimiento para agilizar la ejecución del gasto público, evitar recortes presupuestales, apoyar la construcción de vivienda y fomentar el consumo y la inversión del sector privado.
- Gracias a los ingresos adicionales por la reforma hacendaria, se incrementó el gasto en inversión en 13.7% en términos reales respecto el 2013.
- Se incrementó el presupuesto para el Fondo Nacional Emprendedor en 23.9%, para las Escuelas de Tiempo Completo en 89.5%, Inversión en Desarrollo Regional del Ramo 23 en 101.2% e Inclusión Digital en 141.9%.
- Se publicaron la Cuenta Pública Ciudadana 2013 y el Presupuesto Ciudadano 2014, así como dos nuevas plataformas que permiten identificar el ejercicio de recursos en los proyectos del Ramo 23 y del Plan Nuevo Guerrero.
- Se establecieron reglas que fijan un techo que limita el crecimiento del gasto corriente e incrementa la tasa de ahorro de los ingresos excedentes.
- Se fortaleció la regla de balance fiscal que evita la posibilidad de sobreendeudamiento.
- Se realizaron importantes cambios estructurales en los ámbitos fiscal y presupuestario derivados de la reforma energética: el fortalecimiento financiero de Petróleos Mexicanos y de la Comisión Federal de Electricidad.
- Se creó el Fondo Mexicano del Petróleo para la Estabilización y el Desarrollo.
- El Servicio Nacional de Empleo atendió a 7 millones 700 mil personas, de las cuales, 2 millones 200 mil se colocaron en un empleo o iniciaron una ocupación productiva.
- Se registraron más de 7 mil emplazamientos de huelga de jurisdicción federal y todos fueron solucionados con el acuerdo de las partes
- Se reformó el artículo 123 constitucional que aumentó de 14 a 15 años la edad mínima para que los menores puedan trabajar.
- Se promovió el establecimiento de Comisiones Estatales para la Prevención y Erradicación del Trabajo Infantil y la Protección de Adolescentes Trabajadores en Edad Permitida.
- Con la reforma en competencia económica se dotó de autonomía constitucional a la Comisión Federal de Competencia Económica y se amplió el catálogo de conductas anticompetitivas a combatir por el Estado.
- Con la reforma financiera se facilita la transferencia de hipotecas, la banca de desarrollo recuperó su función social al ampliar el crédito hacia áreas clave para el desarrollo, como el campo, la innovación, la equidad de género, la inclusión financiera, la sustentabilidad ambiental y las MIPyMEs.
- La banca de desarrollo superó su meta anual de un billón de pesos al otorgar crédito directo e inducido por un billón 2 mil 548 millones de pesos, 14.1% más en términos reales que en 2012.
- Con la reforma en telecomunicaciones y radiodifusión se creó el Instituto Federal de Telecomunicaciones como órgano autónomo para el desarrollo de la radiodifusión y las telecomunicaciones.
- 40 mil espacios públicos como escuelas, hospitales, clínicas y edificios gubernamentales ya cuentan con conexión gratuita a Internet.
- Con la reforma energética se podrá extraer petróleo de aguas profundas, aprovechar mejor los vastos yacimientos de lutitas y aumentar la disponibilidad de gas natural. También se moderniza el sector eléctrico nacional.
- Se puso en marcha la Estrategia Integral de Suministro de Gas Natural para asegurar su abasto a las actividades productivas.
- Se construyen siete proyectos de infraestructura con una longitud de 3 mil 100 km que aumentarán la capacidad de importación y transporte de gas natural. Entre ellos el Gasoducto Los Ramones que inicia en Camargo, Tamaulipas, y finaliza en Apaseo el Alto, Guanajuato; y el Gasoducto Noroeste en los estados de Chihuahua, Sinaloa y Sonora.
- Se ha instalado una capacidad de generación eléctrica adicional de 3 mil 64 MW, 5.8% más que al inicio de la gestión
- Entraron en operación siete proyectos de energías renovables de la CFE, con una capacidad adicional de 833 MW. Esto representa un incremento de 5.8% en la capacidad de energías limpias.
- Se puso en marcha el Programa Nacional de Infraestructura 2014-2018 que contempla una inversión en infraestructura de 7 billones 700 mil millones de pesos, más de la tercera parte del producto interno bruto estimado para 2014.
- Se prevén inversiones por un monto estimado de un billón 320 mil millones de pesos en proyectos carreteros, ferroviarios, de transporte masivo, aeroportuarios y de telecomunicaciones.
- Se proyectan 46 nuevas autopistas con una longitud aproximada de 3 mil km. De éstas, se han concluido ocho con una longitud de 507 km: la Amecameca - Cuautla, la Durango - Mazatlán, el nuevo Libramiento Norte de San Luis Potosí; el Libramiento Todos Santos, en Baja California Sur; la México - Tuxpan en su último tramo de Nuevo Necaxa - Ávila Camacho, la Nuevo XCan - Playa del Carmen, y la Rioverde - Ciudad Valles.
- Se construirán y modernizarán 90 carreteras federales con una longitud superior a 2 mil 840 km. Se han concluido 12 con una longitud total de mil 310 km. Destacan la Atlacomulco - Palmillas en el Estado de México, la primera etapa de modernización de la carretera Jerez - Tlaltenango en Zacatecas, y la ampliación de la carretera Sonoyta - San Luis Río Colorado en Sonora.
- Se dará mantenimiento a los más de 40 mil km de la Red Federal Libre de Peaje, así como la construcción, modernización y conservación de 22 mil 700 km de caminos rurales y alimentadores.
- Están en desarrollo 24 proyectos ferroviarios y multimodales. Destacan el tren México-Toluca que ya inició su construcción, el tren de alta velocidad México-Querétaro cuyo proyecto se encuentra en licitación; así como la segunda etapa del tren eléctrico de Guadalajara y la línea 3 del Metro de Monterrey.
- En transporte ferroviario de carga, de un total de 12 proyectos a desarrollar ya se concluyeron tres: el Libramiento de Matamoros con cruce fronterizo, las interconexiones en el Periférico Ferroviario de Durango y los cruces ferroviarios en Guadalajara.
- Se desarrollan 28 proyectos portuarios con una inversión público-privada de 74 mil millones de pesos. Se han concluido dos proyectos: las Terminales Especializadas de Contenedores de Lázaro Cárdenas I y de Manzanillo II, lo que incrementó la capacidad de ambos puertos en 900 mil contenedores adicionales. 16 proyectos más se encuentran en construcción, incluyendo los nuevos puertos de Matamoros, Tuxpan y Veracruz y la ampliación de los puertos Manzanillo, Guaymas, Lázaro Cárdenas y Topolobampo.
- En materia aeroportuaria, se han implementado 63 nuevas rutas y 729 frecuencias semanales adicionales, así como la autorización de 203 rutas existentes a más empresas.
- Inicio de operaciones el Aeropuerto Internacional de Palenque con una inversión de mil 269 millones de pesos.
- Se han concluido cuatro presas con una capacidad de 70 millones de metros cúbicos, entre ellas las presas El Yathé en Hidalgo y Alberto Andrés Alvarado Arámburo en Baja California Sur.
- Se han puesto en operación 46 plantas potabilizadoras de agua con una capacidad instalada de 4 mil 374 litros por segundo, destaca la planta del Sistema El Realito que atiende a San Luis Potosí.
- Se han concluido dos acueductos con una longitud conjunta de 250 km en beneficio de Ciudad del Carmen y la Zona Metropolitana de San Luis Potosí. Está en proceso la construcción de la tercera línea del acueducto Cutzamala para abastecer a la Zona Metropolitana del Valle de México y se construirán cuatro acueductos más en Baja California Sur, Jalisco, Nuevo León y Tamaulipas. Continúa la construcción del Túnel Emisor Oriente en el Valle de México con un avance de 54.6% y el Proyecto Hidrológico para Proteger a la Población de Inundaciones y Aprovechar Mejor el Agua en Tabasco.
- Se han puesto en operación 73 plantas tratadoras de agua con una capacidad de saneamiento de 12 mil 630 litros por segundo, entre ellas la planta de Agua Prieta en la Zona Metropolitana de Guadalajara, siendo la planta más grande del país. La construcción de la planta de tratamiento de aguas residuales Atotonilco tiene un 90.5% se avance.
- Se transformó PROCAMPO a PROAGRO Productivo que cuenta incentivos para incrementar la productividad del campo, permite una entrega más oportuna de los apoyos. De enero a julio de 2014 se entregaron 11 mil 384 millones de pesos en incentivos a 2 millones de productores.
- La reforma financiera crea la Financiera Nacional de Desarrollo Agropecuario, Rural, Forestal y Pesquero como nuevo banco de desarrollo encargado de impulsar el financiamiento del sector primario.
- Se puso en marcha el Programa de la Financiera Nacional de Desarrollo que otorga créditos con una tasa de interés de un solo dígito.
- Se tecnificaron 250 mil hectáreas, evitando el desperdicio de 500 millones de metros cúbicos de agua.
- El Instituto Nacional del Emprendedor ha respaldado a cerca de medio millón de MIPyMEs y a más de 391 mil 300 emprendedores con una inversión de 14 mil 655 millones de pesos. Se ha promovido la creación de más de 4 mil 800 nuevos negocios, la conservación de más de 820 mil empleos y la generación de más de 76 mil nuevas plazas de trabajo.
- Inició la operación de la Red de Apoyo al Emprendedor para brindar apoyo y asesoría en gestión empresarial y habilidades emprendedoras.
- Se constituyó el Fondo Nacional Emprendedor con un presupuesto de 9 mil 857 millones de pesos.
- Por primera vez, el Programa Nacional de Infraestructura 2014-2018 incluye al turismo como sector estratégico.
- Se elaboraron 44 Agendas de Competitividad Turística para fortalecer la planeación estratégica del sector. En ellas se definen 667 proyectos.
- Se lanzó la campaña nacional e internacional de promoción turística Vívelo para Creerlo.
- Se logró un récord en el ingreso de divisas por concepto de visitantes internacionales: 13 mil 949 millones de dólares, 9.5% más que en 2012. También se logró una cifra histórica en el número de turistas internacionales: 24 millones 200 mil, 3.2% más que en 2012.
- Se presentó el Programa Especial de Producción y Consumo Sustentable 2014-2018 para fomentar el desarrollo económico a partir de inversiones en el reverdecimiento de la infraestructura existente, en el desarrollo de nuevas capacidades y servicios ambientales, en la generación de empleos verdes, y en la investigación, innovación y transferencia de tecnologías que reduzcan la huella del carbono o hídrica.
- Se fortalecieron las acciones para prevenir y combatir incendios en los bosques, al ponerse en operación seis Centros Regionales de Manejo del Fuego.
- Se restauraron más de 211 mil hectáreas con 192 millones de plantas.
- Se estableció el Operativo Forestal Intensivo de Combate a la Tala Clandestina en la Reserva de la Biósfera Mariposa Monarca.
- De las 176 Áreas Naturales Protegidas del país, 117 ya cuentan con su respectivo programa de manejo
- La UNESCO otorgó el certificado que declara Bien de Patrimonio Mundial Natural a la Reserva de la biosfera El Pinacate y Gran Desierto de Altar en Sonora, y a la Antigua Ciudad Maya y Bosques Tropicales Protegidos de Calakmul en Campeche como Bien Mixto de Patrimonio Mundial.
- Se elaboró el Programa Especial de Cambio Climático 2014-2018.
- México fue sede de la XIX Reunión del Foro de Ministros de Medio Ambiente de América Latina y el Caribe, de la 17.ª Reunión del Foro de las Principales Economías sobre Energía y Clima y de la Quinta Asamblea del Fondo para el Medio Ambiente Mundial.
- En 2013, México recibió el mayor monto anual de inversión extranjera directa en su historia: 39 mil 172 millones de dólares.
- Cuatro nuevas plantas del sector automotor han iniciado operaciones con una inversión de 4 mil 819 millones de dólares y la generación de 12 mil 300 empleos.
- Las exportaciones en el primer semestre de 2014 crecieron 4.2%.
- En los primeros 6 meses de 2014, la producción de la industria automotriz se expandió a una tasa anual de 7.4%, mientras que sus exportaciones crecieron 9.7%.
- En los primeros 7 meses de 2014, se han creado 440 mil 911 nuevos empleos formales, 46.6% más que en el mismo lapso de 2013.

### México con responsabilidad global
- En la Cumbre de Líderes de América del Norte, celebrada en Toluca, Estados Unidos, Canadá y México ampliaron su agenda trilateral para impulsar medidas que faciliten el comercio, fortalezcan la educación, promuevan el cuidado del medio ambiente y fomenten el desarrollo científico y tecnológico.
- Con Estados Unidos se avanza en una agenda bilateral multitemática en seguridad, migración, educación superior, emprendimiento e innovación. Se instituyeron el Diálogo Económico de Alto Nivel; el Foro Bilateral sobre Educación Superior, Innovación e Investigación; el Consejo Mexicano-Estadounidense sobre el Emprendimiento y la Innovación.
- Se desarrolla el programa “Proyecta 100,000” que busca lograr que 100 mil estudiantes mexicanos realicen estudios en Estados Unidos y 50 mil estadounidenses lo hagan en México, para 2018
- Se adoptó el Plan de Acción para Promover la Competitividad y el Desarrollo Económico.
- Se concretó el Plan de Acción Conjunto México-Canadá 2014-2016, se firmaron acuerdos con dicho país sobre transporte aéreo y apoyo financiero, y se negociaron las primeras facilidades para la expedición de visas canadienses a mexicanos.
- Se implementa el Plan Maestro de Infraestructura Fronteriza que permitirá modernizar ocho cruces binacionales y analizar la formalización de dos más.
- Se puso en operación el Programa Frontera Sur para proteger y salvaguardar los derechos humanos de los migrantes que ingresan y transitan por México y para ordenar los cruces internacionales.
- México suscribió la Declaración de Comayagua.
- Dentro de la Comunidad de Estados Latinoamericanos y Caribeños, México apoyó el establecimiento de la región como Zona de Paz.
- México fue anfitrión de la Tercera Cumbre entre México y la Comunidad del Caribe, así como de la Sexta Cumbre de la Asociación de Estados del Caribe.
- Se han redoblado acciones de cooperación para promover el desarrollo de Haití y contribuir a que genere fuentes internas de crecimiento y sustentabilidad.
- Con Panamá se concretó un Tratado de Libre Comercio y el reconocimiento de los nacionales mexicanos como susceptibles a recibir la categoría de residente permanente.
- Se concretó el Protocolo Adicional del Acuerdo Marco de la Alianza del Pacífico que permitirá una desgravación inmediata de 92% del universo arancelario y una desgravación en el corto y mediano plazos para el 8% restante.
- En la IX Cumbre de la Alianza del Pacífico, México recibió la Presidencia Pro Tempore. También se incorporó la Bolsa Mexicana de Valores al Mercado Integrado Latinoamericano.
- Se actualizó el andamiaje jurídico bilateral en materia comercial, jurídica, turística, educativa y de medio ambiente con Cuba.
- Se revisó el marco jurídico bilateral con Ecuador y se suscribieron instrumentos que promueven y fortalecen la educación, el desarrollo social, la cooperación y la industria editorial de ambos país. Sobresale el acuerdo que permitirá al Fondo de Cultura Económica establecerse ese país.
- Con Turquía se formalizaron el Marco de Cooperación Estratégica y la Asociación México - Turquía para el Siglo XXI y se anunció el inicio de negociaciones para un Tratado de Libre Comercio.
- Culminó el ciclo de relanzamiento de la relación bilateral con Portugal, lográndose suscribir 14 nuevos acuerdos.
- Se abrieron la Embajada de México en Noruega y la Embajada de México en Qatar.
- Se reforzó la asociación estratégica con Francia al suscribirse instrumentos jurídicos, participar en la sesión del Consejo Estratégico Franco-Mexicano.
- Con España se reforzó la Asociación Estratégica Bilateral al suscribirse instrumentos en turismo, aviación, infraestructura de transporte y facilitación migratoria. México tuvo el alto honor de ser el último país al que recibió el Rey Juan Carlos en Visita de Estado.
- En la Visita Oficial a la Santa Sede, el papa Francisco aceptó la invitación para visitar México y se acordó trabajar en temas migratorios y de derechos humanos.
- México participó en la XXI Reunión de Líderes Económicos del Foro de Cooperación Económica Asia-Pacífico, donde fue un activo promotor de la Declaración de Bali que busca la liberalización y la facilitación del comercio y la inversión globales hacia 2020.
- Con Indonesia se suscribieron cinco instrumentos en materia de créditos para la exportación, facilitación tributaria, salud, servicios aéreos y turismo.
- Con Japón se concretaron acuerdos bilaterales para un mayor intercambio académico, la integración de más pequeñas y medianas empresas mexicanas al mercado japonés y el fortalecimiento de la industria energética mexicana.
- Se impulsó la Asociación Estratégica Integral con China, se suscribió un Memorándum de Entendimiento con su Comisión Nacional de Desarrollo y Reforma, y se realizó la primera reunión del Grupo de Trabajo de Alto Nivel sobre Inversión China-México.
- Se recibió la Visita oficial del Presidente de Israel y Premio Nobel de la Paz, Shimon Peres. También se recibió al Rey Abdullah II, monarca del Reino Hachemita de Jordania, con quien se concretaron los términos de referencia para la negociación de un Acuerdo de Libre Comercio que será el primero de ese país con una nación de América Latina.
- Visitó México el vicepresidente y primer ministro de los Emiratos Árabes Unidos y también Emir de Dubái, Mohamed bin Rashid Al Maktum. Con él, se concluyeron las negociaciones de un acuerdo para la promoción y protección recíproca de las inversiones y se acordó ampliar la cooperación cultural, artística y en materia de ciencia y tecnología.
- Se realizaron intercambios de buenas prácticas en materia electoral y de derechos humanos con Nigeria y Camerún, y se fortaleció el andamiaje jurídico con Costa de Marfil, Yibuti y Nigeria.
- Se abrió una Embajada en Ghana, bajo un esquema compartido con los países de la Alianza del Pacífico, y se nombraron seis cónsules honorarios en Luanda, Angola; Gaborone, Botsuana; Buyumbura, Burundi; Abiyán, Costa de Marfil; Kigali, Ruanda; y Túnez, Túnez.
- México fue sede de la Segunda Conferencia sobre el Impacto Humanitario de las Armas Nucleares.
- Se está participando en la definición de la nueva Agenda de Desarrollo de las Naciones Unidas Posterior a 2015.
- Se eligió a México como integrante del Consejo de Derechos Humanos de las Naciones Unidas para el periodo 2014-2016.
- México promovió la creación del espacio MIKTA como espacio informal de diálogo, concertación y aproximación.
- México fue sede de la Primera Reunión de Alto Nivel de la Alianza Global para la Cooperación Eficaz al Desarrollo.
- Con recursos del Fondo de Infraestructura para Países de Mesoamérica y el Caribe, México apoya el desarrollo de obras en Costa Rica, El Salvador, Haití, Panamá y Santa Lucía.
- Se atendieron más de 162 mil casos de protección y asistencia consular a mexicanos en el exterior y se expidieron cerca de 4 millones de documentos en las oficinas consulares de México en el mundo.
- Se implementaron nuevos estándares de calidad para reducir los tiempos de espera y mejorar los servicios de expedición de documentos en la red consular.
- Se realizaron diversos encuentros con la comunidad mexicana, incluyendo una visita oficial a California con quien se firmaron instrumentos en materia de cambio climático, medio ambiente, educación, investigación e innovación, comercio e inversiones, infraestructura fronteriza y turismo.